# 正社員
正社員（せいしゃいん）は、従業員のうち雇用契約上で特別の取り決めなく雇用された社員をさす。正規社員（せいきしゃいん）ともいう。法律上の用語ではなく、明確に法的な定義をしたものもない。日本およびその雇用慣行の影響を受けた韓国等に固有の概念であるため、英語を始めとする諸言語でもそのまま「Seishain」と表記することが多い。
「会社員」や「社員」というと、大体の人が正社員を指し、総合職・一般職などの区分がある場合はそれを全てひっくるめてそう呼ぶことが一般的である。法律上の定義は特にないが、時勢の流れでアルバイトや派遣社員（登録型）、（有期）契約社員と言ったいわゆる非正規雇用で雇われた者と特に区別するために用いられるようになった言葉である。

## 正社員の特徴とその変容
企業や業界によっては、正規雇用の優位性、差別等の意味でプロパーと表現する場合も多くある。一般的に日本では、正社員としての職歴以外は、労働市場において意味があるキャリアとして評価されないことが多い｡
日本の大手企業に多く見られる雇用慣行では、労働者をその勤務態様によって、次の3つで区分けし、このうち、直接雇用・無期・フルタイムの3つをすべて満たす労働者を正社員としている。
- 企業に直接雇用される者であるか、そうでない（間接雇用）者か。
- 契約期間が無期（期間の定めのない労働契約）であるか、有期（期間の定めのある労働契約）であるか。
- 各企業の就業規則て定める所定労働時間の上限（フルタイム）まで労働する者か、上限に満たない（パートタイム）者であるか。

日本の雇用慣行では、まず、企業の中核的労働力を長期的に育成し活用する労働者として位置付け、これに「正社員」としての身分を与える。企業がこの正社員を外部から補充する場合には、新卒一括採用を基本とする。もちろん転職者の中途採用も相当数行われているが、人事管理の体系は新卒採用を基本として組み立てられる。この仕組みは、高度経済成長期における労働力の確保と労働者の生活の安定の観点から形作られ、バブル景気全盛期からその崩壊に向かう1990年代前半頃までは堅持され続けて来た。その特徴は次のとおりである。
雇用
終身雇用制度を前提とする。労働者は入社に際し、企業と「期間の定めのない労働契約」を締結し、特段の事情（労働者の著しい非行、企業の存立を危うくするほどの経営危機等）が無い限りは企業は定年までその労働者を雇い続ける。特に、景気変動に対する雇用調整としての解雇は基本的に行わない。一方、企業は労働者に対し日常業務において広範な指揮命令権を持ち、特に幹部候補として採用された労働者は配置転換、出向、転勤など企業内労働市場、企業グループ内労働市場の中での異動があり、原則これを拒否できない（多くの企業の就業規則ではこうした業務命令に対し労働者が正当な理由なく拒否した場合、懲戒に処する旨を規定している）。企業は正社員のキャリアの各段階にわたって系統的にOJTを中心とした教育訓練を行い、競争の過程で最も成功した者を役員に登用する。
処遇
年功序列を基本とした処遇がなされる。労働者の評価は勤続年数が最も重視され、職務遂行能力は二次的な評価にとどまる。
賃金は勤続年数に応じて基本給が上昇していくよう、多くの企業の就業規則でその計算方法が定められていて、上司による恣意的な評価が入り込みにくいようにしている。また上位の役職への登用は勤続年数の長い者から優先的に行う。
日本においては企業別労働組合が組織されていることが多く、組合を有する企業においてはその企業の正社員であることが組合加入の必須要件とされていることが多い。

### 正社員の変容
バブル崩壊から2000年代にかけての長期化した不況により、正社員を取り巻く制度にも変化が起こっている。正社員を特徴付けていた長期雇用慣行や賃金形態の仕組みは多様化していった。
雇用
不況により企業は人件費の削減が求められ、正社員の採用自体が抑制される傾向にある。さらなる人件費の削減として、リストラ（リストラの本来の意味等は、リストラを参照）等から、正社員に対する解雇（実務的には正社員の解雇は極めて困難なため、硬軟あらゆる手段を用いて自主的に退職するよう仕向け、整理解雇は基本的に最終手段である）がおこなわれ、終身雇用制度は崩壊した。
処遇
年功序列から成果主義への処遇の変化が柱である。勤続年数よりも職務遂行能力がより重視されるようになり、仕事の成果を賃金や昇進・昇格に反映させるよう評価体制が変更されるようになった。総合職・一般職の区分を設けた企業では総合職でないと幹部級の役職には就けない。労働組合についても加入率が低下している。
もっとも、行き過ぎた既存の形態の変更については異論も存在し、終身雇用は長期雇用によって企業の技能・士気を高水準で維持できるという経済合理性の評価や（詳しくは終身雇用#企業内教育と経済合理性を参照）、一度導入した成果主義の見直し（例えば、1993年に初めて成果主義による賃金体系を導入した富士通は、2001年4月に制度を見直している）といった動きも出た。不況を脱しつつある2010年代以降においては、一部の専門職やベンチャー企業を除けば、完全な成果主義をとる企業はまれで、年功序列と成果主義の双方をどの割合で組み合わせるかが処遇の中心となっている。
しかし、こうした正社員像の変化はもっぱら大企業に特有のものである。中小企業の従業員は大企業の従業員よりも身分が不安定で給与が安い傾向がみられ、正社員でありながら福利厚生がほとんどない場合もある。昨今は成果主義の導入や、昇進につれて給与が上がらないのに仕事量が倍増する管理職など、正社員とはいえ収入が安定しないケースも出てきている。サービス残業が常態化したため、時給制の非正規社員より時間当たりの報酬が少ない正社員も珍しくはない。健康面でもサービス残業、名ばかり管理職、リストラによる仕事量の増加により体を壊して休職したり辞めたりする正社員が増えている。不況期の雇用調整についても、配転、出向の受け皿に乏しく、より直接的な希望退職の募集、整理解雇が行われ、また雇用調整をするまでもなく倒産、全員解雇に至るケースもある。

## 多様な正社員
正社員と非正規雇用の労働者との働き方の二極化を緩和し、労働者一人ひとりのワーク・ライフ・バランスと、企業による優秀な人材の確保や定着を同時に可能とするような、労使双方にとって望ましい多元的な働き方の実現が求められている。そうした働き方や雇用の在り方の一つとして、職務、勤務地、労働時間を限定した「多様な正社員」の普及を図ることが重要となっている。
平成中期以降、勤務地・労働時間・職務内容に制約がありながら正社員と待遇が同じである雇用形態の限定正社員という区分を設ける企業が増えている。育児、介護と仕事の両立が必要な者、家庭の事情等により単身赴任ができない者、特定の技能を有しその技能を生かす職務に専念する者などへの適用が想定される。
長期的な雇用を求めながらも正社員と同様の働き方が難しい労働者にとってはメリットのある制度である。また企業の側も、雇用管理は煩雑になるものの多様な人材を生かすことができる。

## 名ばかり正社員
名ばかり正社員（なばかりせいしゃいん）とは、非正規雇用とあまり変わらない労働条件・環境で雇われたブラック企業の正社員の事。周辺的正社員、なんちゃって正社員とも呼ばれる。
一般的にイメージされる正社員とは異なり、賃金については低賃金であり、定期昇給制度や賞与（ボーナス）の両方かいずれかがなく、退職金制度が無い場合もある。制度の適用基準を満たすにもかかわらず企業が届出を行わず雇用保険、健康保険、厚生年金といった法定福利にも加入していないケースもある。正社員は月給制（固定給）が一般的ではあるが、時給制（時給月給制）、日給制（日給月給制）、年俸制のいずれかの場合もある。雇用契約書を見る限りでの賃金は最低賃金水準以上であるが、サービス残業や奉仕活動などへの無償参加等を合わせると時給換算で最低賃金以下となるケースもある。
しかし、法的な正社員の最低基準の定めはなく、短時間労働者であろうとも短期間の労働者であろうとも、どのような低条件の労働者であっても正社員の呼称を用いることは違法とはならない。